# Zweden op het Eurovisiesongfestival 1973
Melodifestivalen 1973 was de dertiende editie van Melodifestivalen, de liedjeswedstrijd die de Zweedse deelnemer voor het Eurovisiesongfestival oplevert. De winnaar werd bepaald door de regionale jury.
Deze editie werd gewonnen door de groep Malta met het nummer Sommaren som aldrig säger nej. Voor het Eurovisiesongfestival in Luxemburg werd de bandnaam veranderd in Nova & The Dolls omdat Malta verwarring zou kunnen brengen met het land Malta, ofschoon dat niet eens meedeed. Het lied werd vertaald naar het Engels en kreeg als nieuwe titel You're summer. Zweden behaalde met deze inzending de vijfde plaats.
Aan deze editie van Melodifestivalen deed ook het kwartet Agnetha, Anni-Frid, Björn & Benny mee, die later furore zouden maken als ABBA. Zij eindigden op de derde plaats met het nummer Ring ring, dat uitgroeide tot een internationale hit. Behalve in thuisland Zweden werd het ook een nummer 1-hit in Vlaanderen. Verder scoorde Ring ring top 5-noteringen in Oostenrijk, Nederland, Noorwegen en Zuid-Afrika, een ongewoon succes voor een Melodifestivalenlied dat niet gewonnen heeft.

## Uitslag
| Plaats | Artiest                           | Lied                          | Songwriters                                         | Punten |
| ------ | --------------------------------- | ----------------------------- | --------------------------------------------------- | ------ |
| 1ste   | Malta                             | Sommaren som aldrig säger nej | Monica Dominique, Carl-Axel Dominique, Lars Forsell | 37     |
| 2de    | Ann-Kristin Hedmark               | I våran värld                 | Bengt-Arne Wallin, Anja Notini-Wallin               | 29     |
| 3de    | Agnetha, Anni-Frid, Björn & Benny | Ring Ring                     | Benny Andersson, Björn Ulvaeus, Stig Anderson       | 8      |
| 4de    | Ted Gärdestad                     | Oh vilken härlig dag          | Ted Gärdestad, Kenneth Gärdestad                    | 7      |
| 4de    | Glenmarks                         | En liten sång som alla andra  | Östen Warnebring                                    | 7      |
| 4de    | Lill-Babs                         | Avsked från en vän            | Peter Totth, Britt Lindeborg                        | 7      |
| 7de    | Lasse Berghagen                   | Ding-Dong                     | Lasse Berghagen                                     | 3      |
| 8ste   | Claes-Göran Hederström            | Historiën om en vän           | Claes Dieden, Anders Henriksson                     | 1      |
| 9de    | Inga-Lill Nilsson                 | En frusen ros                 | Mats Olsson, Karin Stigmark                         | 0      |
| 9de    | Kerstin Aulén & Mona Wessman      | Helledudane en sån karl       | Peter Himmelstrand                                  | 0      |